# Зулу (прізвище)
Зулу - замбійське прізвище. Люди з цим прізвищем:
- Олександр Грей Зулу (нар. 1924), замбійський політик у відставці
- Алфей Зулу (1905–1987), англіканський єпископ і спікер законодавчих зборів Квазулу
- Баллад Зулу, замбійська співачка, мультиінструменталістка, автор пісень і економіст
- Джастін Зулу (нар. 1989), замбійський футболіст
- Махендж Зулу (1965–2019), італійський боксер
- Майко Зулу, замбійський музикант
- Онтатіле Зулу (нар. 2000), південноафриканський хокеїст на траві
- Вінстон Зулу (1964–2011), замбійський активіст боротьби з ВІЛ і туберкульозом